# Islamische Metallkunst

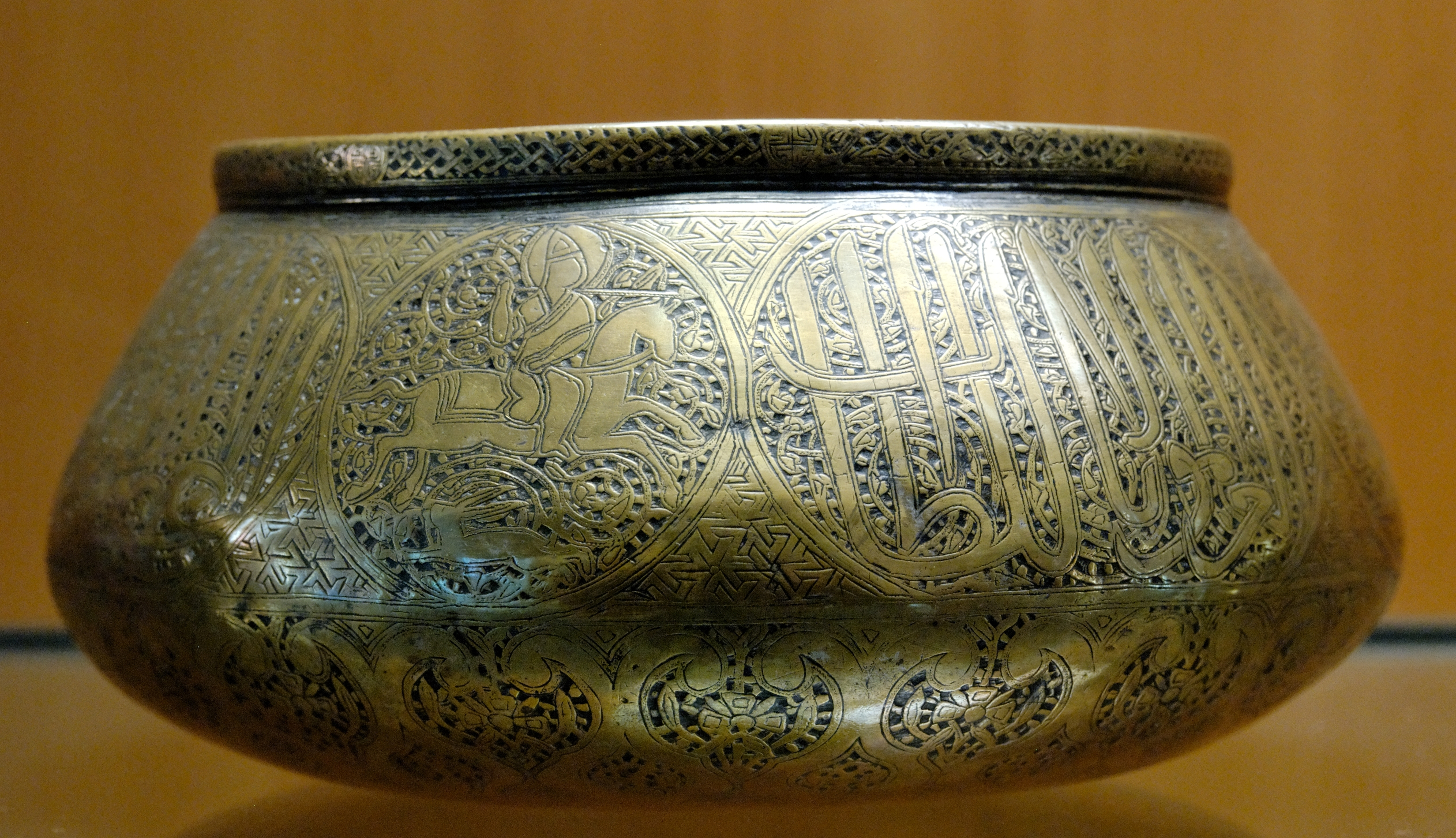
Ilchanidisches Wasserbecken mit Jagdszenen, Kupfer mit Silbertauschierung, Iran, 1330–1360

Die islamische Metallkunst ist neben der Keramik und den künstlerischen Glas-, Holz-, Bergkristall-, Elfenbein- und textilen Web- und Knüpfarbeiten einer der bedeutendsten Zweige des islamischen Kunsthandwerks. Sie formte Gegenstände des täglichen Gebrauchs zu hochwertigen Kunstwerken, die ihren Besitzern als Statussymbole dienen konnten, und führte dabei zunächst spätantike und sassanidische Traditionen fort, ehe sie vor allem ab dem 12. Jahrhundert ganz eigene Formen entwickelte und eine erste Blütezeit erreichte.

## Geschichte der islamischen Metallkunst

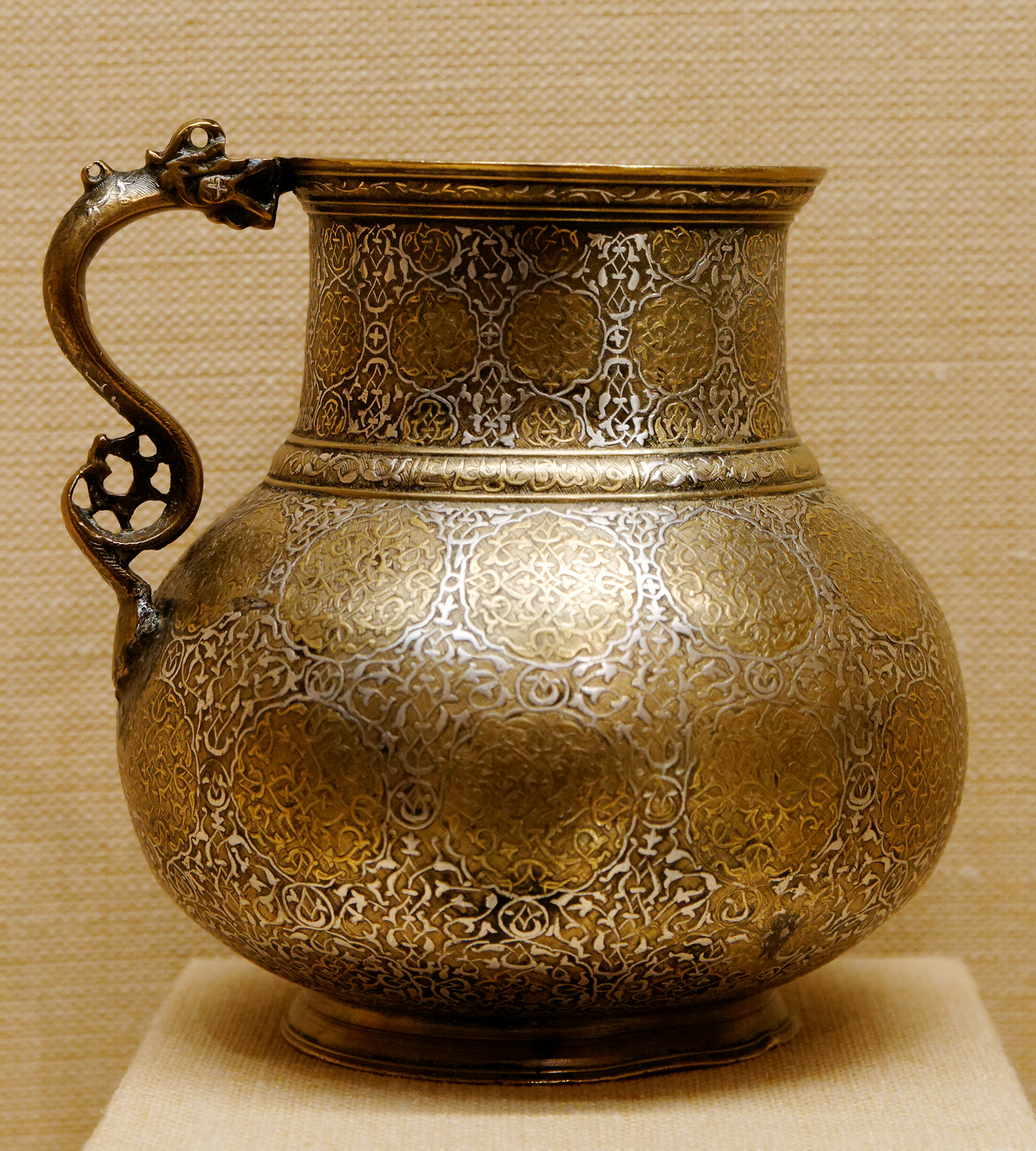
Bauchige Kanne mit drachenförmigem Henkel aus Afghanistan, um 1500–1525

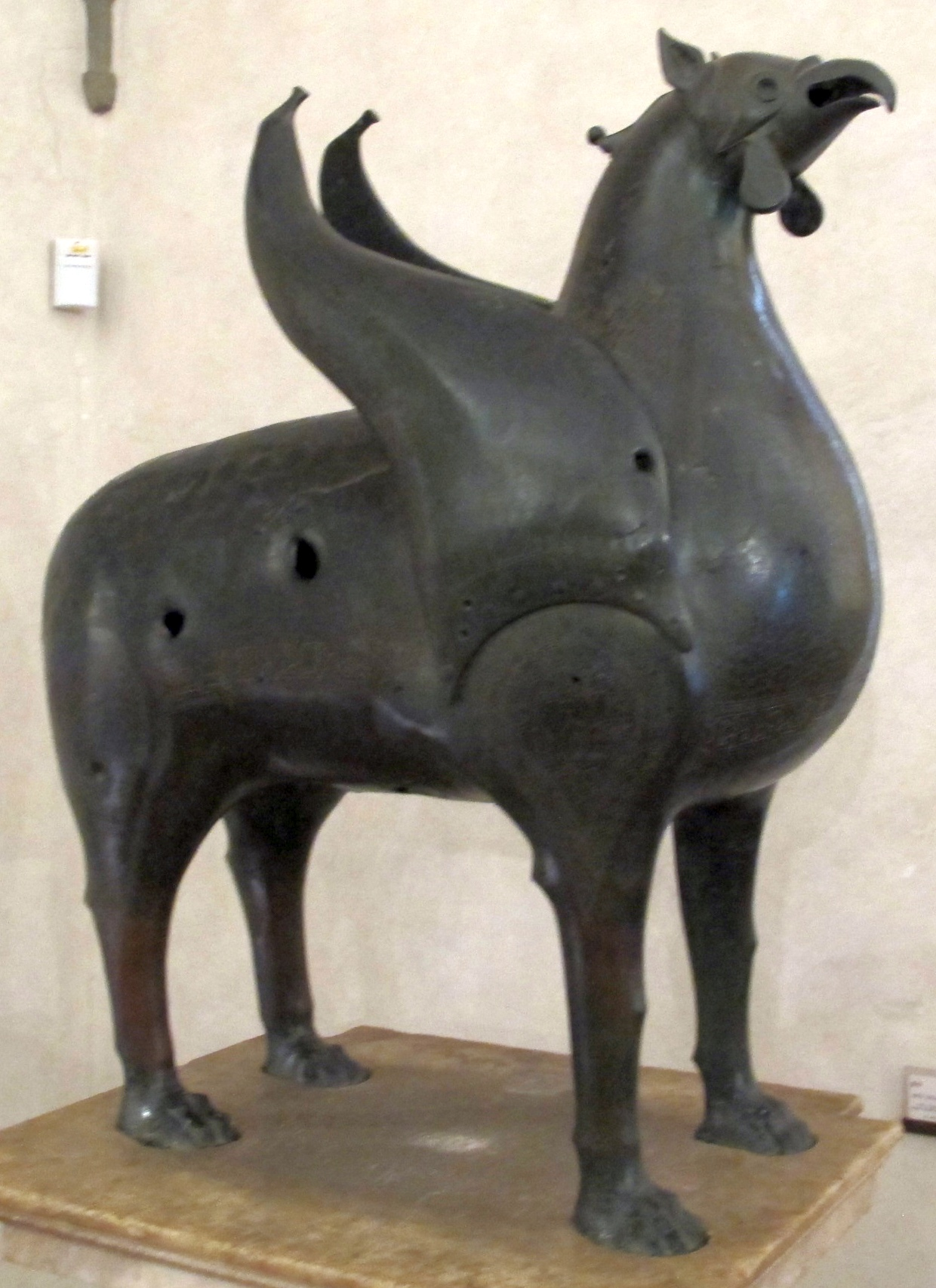
Der Greif von Pisa

Die frühesten islamischen Metallwaren wurden in Jordanien gefunden und datieren in die Umayyadenzeit. Sie zeigen noch einen starken byzantinischen und sassanidischen Einfluss. Frühe Produktionsstätten lagen in Nordiran und Chorasan, vor allem aber in Herat und später in Mosul: Die Nisba-Bezeichnungen al-Harawī (‚aus Herat‘) und al-Mausilī (‚aus Mosul‘) dienten Metallkünstlern auch dann häufig als Auszeichnung ihrer Meisterschaft, wenn sie keinem der beiden Orte entstammten.
Im Vergleich zu den Vorgängertradition hatten islamische Metallarbeiten eine stärkere Neigung zur Abstraktion und Stilisierung und zu einer flacheren Ausführung von Reliefs. Geometrische und vegetabilische Muster mit auflockernden Medaillons traten anstelle der überwiegend figürlichen Dekors aus sassanidischer Zeit, verdrängten sie jedoch nicht vollständig. Da die Objekte in Krisenzeiten oft eingeschmolzen wurden, sind viele Formen dieser Kunst im Laufe der Jahrhunderte verloren gegangen. Besonders hochwertige Metallarbeiten aus Gold und Silber sind jedoch teilweise zeitgenössisch literarisch beschrieben worden. Von besonderem kunsthistorischen Wert sind die im neuartigen Tauschierungsverfahren hergestellten Objekte mit Edelmetalleinlagen, die vor allem vom 12. bis ins 15. Jahrhundert hergestellt wurden.
Beispiele islamischen Metallhandwerks finden sich vor allem in Form kunstvoll verzierter Wasserbecken und -kannen, magischer Schalen, Kerzenleuchter, Moscheeampeln, Gefäße für Weihrauch, Truhen zur Aufbewahrung von Koranhandschriften, filigraner mechanische Apparate, insbesondere Astrolabien, Schmuck, Waffen, Münzen und auch Luxusgeschirr, obwohl letzteres als übertriebene Prunksucht durch die islamische Tradition eher missbilligt wurde. Aquamanile in Vogel- und Greifenform zählen zu den selteneren Beispielen figürlicher islamischer Kunst. Vermutlich griffen die Handwerker in ihrer Technik hier auf Erfahrungen zurück, die andere Meister in Sindh, Westindien und Kaschmir zuvor bei der Herstellung von Buddha-Statuen aus Messing hatten sammeln können. Ein herausragendes Beispiel dieser Kunst ist der im 11. Jahrhundert gefertigte Greif von Pisa, ein über einen Meter hoher Wasserspeier, der von der Republik Pisa vermutlich aus fatimidischer Hand erbeutet worden ist.
Metallarbeiten sind im Vergleich etwa zur Keramik auffallend häufig signiert, was die Wertschätzung der Künstler und Käufer für diese Objekte zeigt. Zugleich existieren aber, anders als etwa in der kalligrafischen Kunst und in der Miniaturmalerei, nur wenige Biographien der Meister.

## Werkstoffe und Herstellungsverfahren

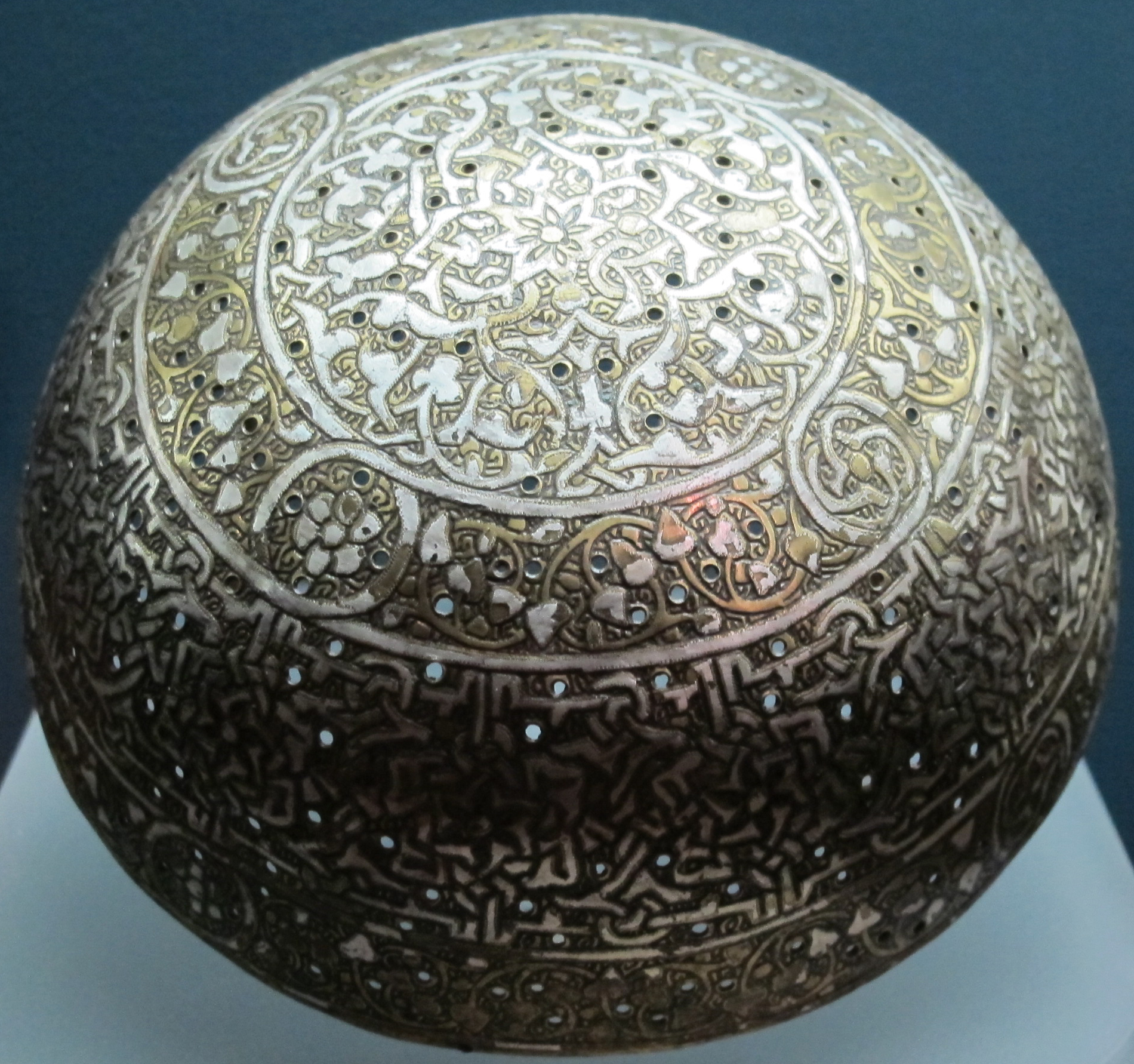
Mamlukische Räucherkugel, spätes 15. oder frühes 16. Jahrhundert

Ausgangsmaterialien waren zumeist Bronze oder Messing. Beide Werkstoffe wurden in mittelalterlichen arabischen Texten unspezifisch Sufr / صفر genannt, was eine eindeutige Zuordnung manchmal erschwert. Ein hoher Zinnanteil verlieh den Arbeiten einen goldenen Ton und erleichterte die Verarbeitung. Oft wurden die Metalle in Wachsmodellen gegossen, die die Künstler nach Abschluss der Arbeiten wegschmelzen ließen. Wiederverwendbare Holzmodelle ermöglichten später wiederholte Nachgüsse und die massenweise Produktion im Vollguss. Tonmodelle dienten oft als Vorlagen. Stilistische Neuerungen in den Metallarbeiten übertrugen sich häufig auch auf andere Zweige islamischer Kunst, die bedeutende Lüstertechnik der Keramik versuchte explizit eine Nachahmung des Glanzes metallischer Arbeiten.
Der im 12. Jahrhundert wirkende Ingenieur al-Dschazarī lieferte in seinen Schriften detaillierte Angaben zur Technik des Seriengusses und des Tauschierverfahrens. Als Edelmetalle für Einlagen wurden vor allem Silber und seltener Gold, Kupfer und Niello genutzt, wodurch oft eine Mehrfarbigkeit erzielt wurde. Unter den Mogulherrschern in Indien kamen ab dem 16. Jahrhundert auch Metallobjekte aus Zink in Mode, die so genannten Bidri-Waren.

## Verbreitung und Sammlungen
Islamische Metallwaren verbreiteten sich ausgehend von ihren Herstellungsorten überregional und erreichten als Exportware und als diplomatische Geschenke China, Russland und über den Mittelmeerraum auch Skandinavien. Im Venedig der frühen Neuzeit wurden vor allem die Tauschierarbeiten vielfach imitiert und kopiert. In Deutschland sind heute vor allem die von Friedrich Sarre zusammengestellte, teilweise aus seiner Privatsammlung gestiftete Sammlung des Museums für islamische Kunst in Berlin und die auf der Bumiller Collection basierende Sammlung des Universitätsmuseums für Islamische Kunst in Bamberg von Bedeutung.